# Мінрекордит
Мінрекордит, CaZn(CO3)2 — дуже рідкісний мінерал, що є Ca і Zn-вмісним членом групи доломіту. Названий на честь журналу The Mineralogical Record, який репрезентую співпрацю між мінералогами-професіоналами та аматорами.
Він був виявлений в асоціації з діоптазом у зразку з копальні Цумеб (Намібія), яка, таким чином є його типовою місцевістю. У цій місцевості він пов'язаний переважно з діоптазом, рідше з дуфтитом, кальцитом і малахітом.
Це рідкісний мінерал, який знайдений лише в кількох родовищах світу. На додаток до типової місцевості, також був знайдений у копальні Preguiça (Мора, округ Бежа, Португалія).